# U-85号潜艇 (1916年)
陛下之85号潜艇是德意志帝国海军建造的一艘中型潜艇或称U艇。它由基尔的日耳曼尼亚船厂承建，于1916年8月22日下水，至同年10月23日交付使用。U-85号是在第一次世界大战期间服役的329艘德国潜艇之一，曾参加过大西洋潜艇战。在其仅有的三次巡逻中，共击沉4艘协约国或中立国商船，容积总吨为20225吨。U-85号于1917年3月7日或之后在北海失踪，原因不明。

## 设计
第一次世界大战爆发后，为了满足潜艇破交战的作战需求，德意志帝国海军潜艇局（U-Boot-Inspektion）在U-43号（战时动员型）的基础上，研发出了一种技术上更为成熟的中型潜艇。其排水量适中、性能均衡，非常适合北海和英国周边海域的作战环境。海军为此共计批出34艘订单，战术编号使用U-81至U-114号。实战证明，这一系列的潜艇具有出色的航海能力和稳定的耐用性，它们的许多布置也对后世IX級潛艇和国外一些潜艇的设计产生了影响。
U-85号为双壳体远洋潜艇，水上和水下排水量分别为808吨和946吨。其全长70.06米；舷宽6.30米，当中的耐压壳体宽为4.15米；有4.02米的吃水深度。艇只搭载有可在水上使用的两台猛狮六缸四冲程柴油发动机，总功率为2,400匹公制馬力（1,765千瓦特）；以及可在水下使用的西门子-舒克特双电动发电机，总功率为1,200匹公制馬力（883千瓦特）。这些发动机用以驱动双轴、每根轴各一个的直径1.7米长螺旋桨。它的潜航深度为50米。
U-85号在水上的最高速度达16.8節（31.1每小時），在水下的最高航速则为9.1節（16.9每小時）。它可以8節（15每小時）的速度在水上巡航11,220海里（20,780），或以5節（9.3每小時）的速度在水下巡航56海里（104）。该艇装备了四具直径为500毫米的鱼雷发射管，其中艏、艉各两具，并可携带12－16枚鱼雷；作为辅助武器的甲板炮则最初是两门88毫米30倍径速射炮，1917年又换装为一门105毫米45倍径速射炮。其标准船员编制为4名军官及31名水兵。

## 历史
U-85号是由德意志帝国海军作为F项战时订单（Kriegsauftrag F）的一部分，于1915年6月23日向基尔的日耳曼尼亚船厂订购，建造编号为255。艇只于1916年8月22日下水，至同年10月23日在首任暨唯一一任艇长、海军上尉威利·佩茨的指挥下正式交付使用。完成海试后，U-85号自1917年1月中旬起被编入分驻埃姆登和博尔库姆的第四潜艇区舰队服役，并在短暂的役期内一直隶属于该部队。
在为期两个月的运用生涯中，U-85号在北大西洋东部的不列颠岛周边海域完成了三次巡逻；共计击沉4艘协约国或中立国船舶，容积总吨为20225吨。其中，被U-85号击沉的最大型船舶是容积为8669总吨的英国客轮加利福尼亚号，它在从纽约前往格拉斯哥的途中，于1917年2月7日在爱尔兰岛西南部遭U-85号发射的鱼雷命中，共造成40余人罹难。
1917年3月7日，U-85号执行第三次巡逻驶入北海。自那以后，它便失去了踪迹，连同艇内38名官兵全数下落不明。长期以来，人们一直误认为U-85号是于1917年3月12日在英吉利海峡遭英国海军Q船女桢号的舰炮所击沉。然而，是次袭击的目标实际是德国的布雷潜艇UC-68号，且该艇并未沉没。

## 袭击历史摘要
| 日期          | 船名         | 船籍 | 吨位 （容积总吨） | 结局 |
| ------------- | ------------ | ---- | ----------------- | ---- |
| 1917年1月26日 | 迪卡克斯号   | 挪威 | 923               | 击沉 |
| 1917年2月6日  | 克里夫顿人号 | 英国 | 4303              | 击沉 |
| 1917年2月6日  | 探险家号     | 英国 | 7608              | 击伤 |
| 1917年2月7日  | 加利福尼亚号 | 英国 | 8669              | 击沉 |
| 1917年2月7日  | 韦达莫尔号   | 英国 | 6330              | 击沉 |

## 脚注
1. 1 2 3 4  Helgason, Guðmundur. . German and Austrian U-boats of World War I - Kaiserliche Marine - Uboat.net.   [2021-11-19].
2. 1 2 3  Gröner 1991，第12–14頁.
3. 1 2  Helgason, Guðmundur. . German and Austrian U-boats of World War I - Kaiserliche Marine - Uboat.net.   [2015-01-21].
4. ↑  陈进，第71頁.
5. ↑  Herzog，第50頁.
6. ↑  Herzog，第48頁.
7. ↑  Herzog，第139頁.
8. ↑  Herzog，第123頁.
9. ↑  Herzog，第68頁.
10. ↑  Helgason, Guðmundur. . German and Austrian U-boats of World War I - Kaiserliche Marine - Uboat.net.   [2021-11-19].
11. ↑  Herzog，第90頁.
12. ↑  Kemp，第25頁.
13. ↑  Helgason, Guðmundur. . German and Austrian U-boats of World War I - Kaiserliche Marine - Uboat.net.   [2015-01-21].